# Kruhový viadukt Brusio
Kruhový viadukt v Brusiu (německy Kreisviadukt von Brusio, italsky Viadotto elicoidale di Brusio) je kamenný obloukový železniční viadukt, nacházející se v obci Brusio ve švýcarském kantonu Graubünden. Postaven byl v letech 1907–1908 v rámci stavby Berninské dráhy, vedoucí ze Svatého Mořice do Tirana. Provozovatelem trati a správcem infrastruktury je Rhétská dráha (RhB).

## Historie

### Výstavba

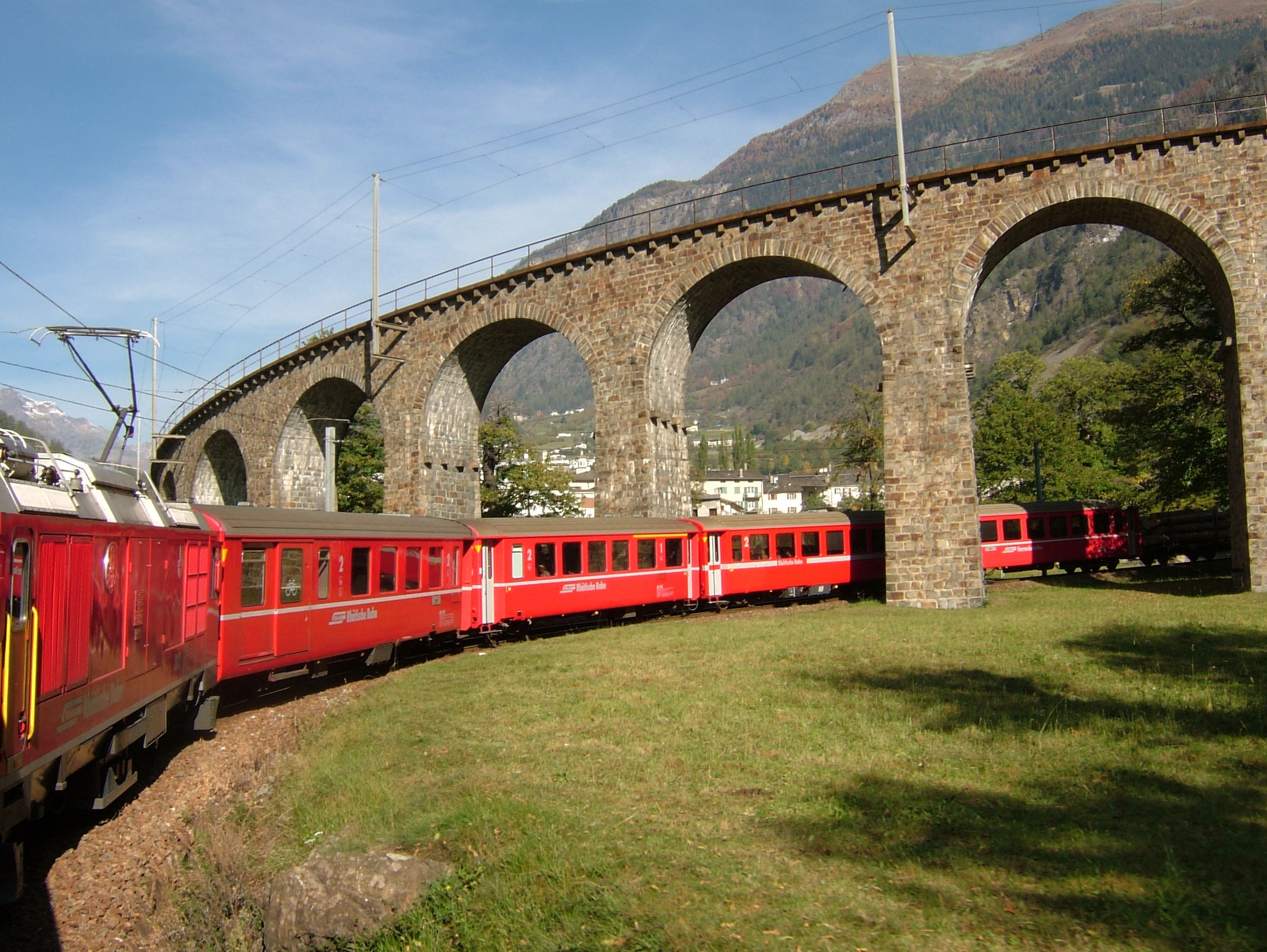
Osobní vlak při průjezdu pod viaduktem

Projekt berninské železnice z června 1905 (schválený Spolkovou radou 2. března 1906), navržený Ing. Bussem, počítal s maximálním sklonem 7 %, a vyžadoval proto vedení trati nezávisle na strmější silnici mezi Miralagem a Campocolognem (části obce Brusio). Umístění stanic na území obce Brusio bylo mezi jednotlivými jeho částmi předmětem rozsáhlých sporů. Ačkoli výstavba úseku mezi Tiranem a Poschiavem začala již v květnu 1906, v oblasti Brusia stále ještě nebylo rozhodnuto o definitivním trasování dráhy.
Varianta projektu z 6. srpna 1906 počítala s nádražím Brusio pod obcí. V oblasti dnešního viaduktu byla naplánována smyčka tvaru S, která se skládala z dlážděného náspu a obsahovala protilehlý oblouk o poloměru 50 m na obou stranách. Železniční stanice by se nacházela pod smyčkou.
Na žádost obce Brusio byla 26. září 1906 předložena další varianta, která počítala s nádražím Brusio na současném místě nad obcí, doplněným zastávkou Campascio. Smyčka pro získání délky zůstala zachována, ale místo náspu byl nyní plánován most s osmi oblouky o šířce 10 metrů. Křivka S měla nyní poloměr 45 metrů. Otevřenou smyčku vedoucí zpět pod viadukt, tzv. „kruhový viadukt“ (německy Kreisviadukt), najdeme poprvé ve variantě z 29. října 1906, schválené železničními orgány 21. prosince téhož roku. Důvodem tohoto řešení byl také menší zábor půdy. Zpoždění stavby v okolí nádraží Brusio vedlo k časové tísni. Stavba viaduktu Brusio byla zahájena 25. března 1907, kdy již byla dokončena trať z Campocologna k viaduktu. Přesto byla trať Tirano–Poschiavo dokončena v plánovaném termínu v červenci 1908.

### Pozdější úpravy

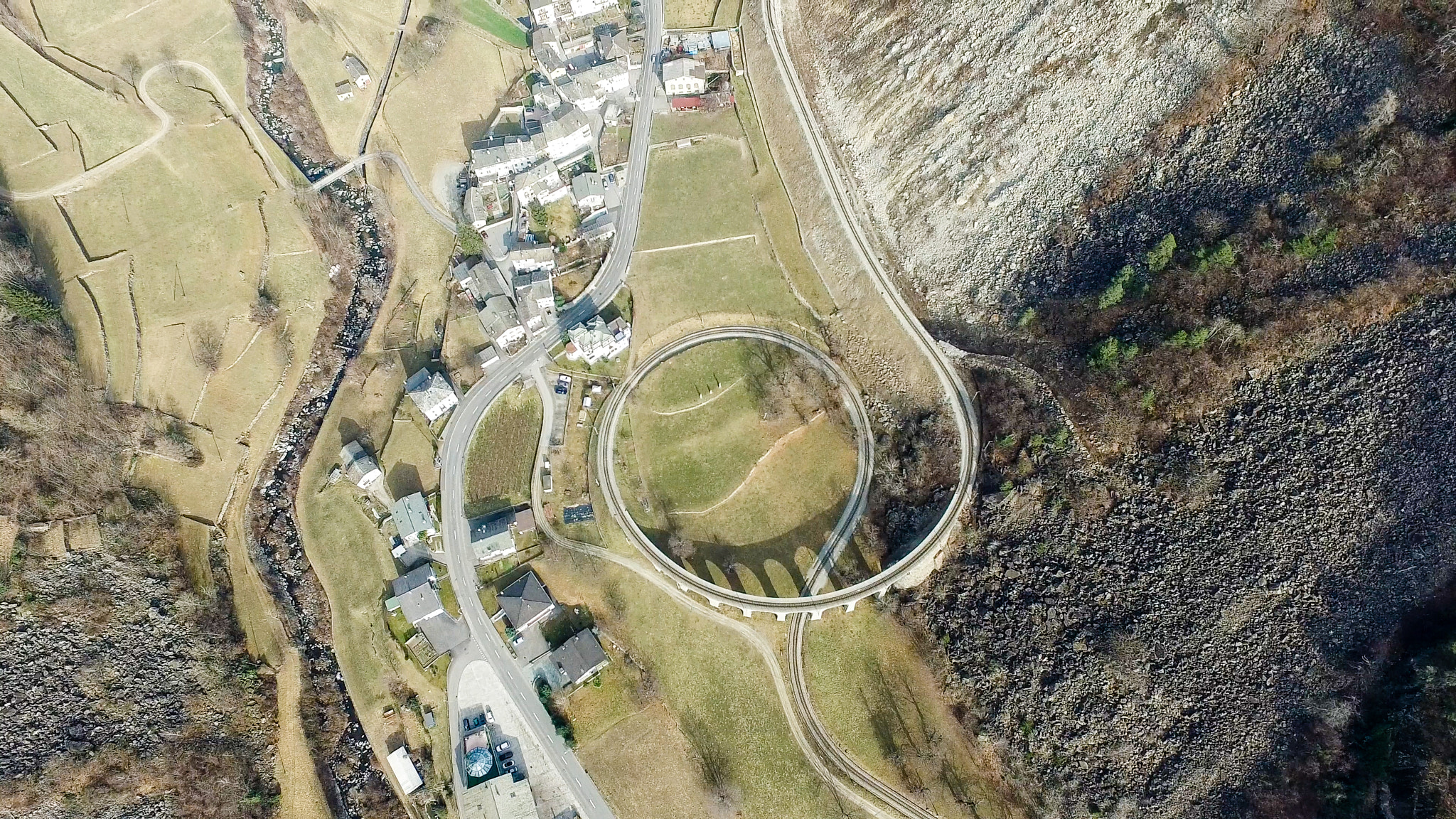
Letecký pohled na trať s viaduktem

Dne 14. prosince 2008 došlo nad kruhovým viaduktem k velkému skalnímu řícení, po kterém byla železniční trať kvůli rozsáhlé destrukci (trakční vedení, kolejnice, kolejové lože, železniční násep) 111 dní uzavřena. Vzhledem k nestabilní geologii okolních příkrých svahů byla vybudována záchytná hráz, která zadržuje padající horninu, aby se k železničnímu zařízení nedostal žádný další materiál.
Od března do října 2011 probíhala rozsáhlá sanace kruhového viaduktu, protože velké teplotní rozdíly a chemický rozklad způsobily v průběhu desetiletí značné poškození zdiva v oblasti klenby. Rhétská dráha instalovala za provozu železobetonové vodotěsné zátěžové žlaby, kvůli nimž muselo být zcela odstraněno horních 80 cm kruhového viaduktu. Součástí bylo také rozšíření obou stran o 23 centimetrů. Náklady činily 2,75 milionu švýcarských franků. Při dalším sesuvu kamení nad kruhovým viaduktem ve dnech 8. a 9. ledna 2013 se osvědčila ochranná hráz postavená v roce 2009, tentokrát proto byly škody mnohem menší a provoz mohl být obnoven již 17. února – navzdory delšímu nucenému přerušení odklízecích prací kvůli nepříznivému počasí.

## Současnost

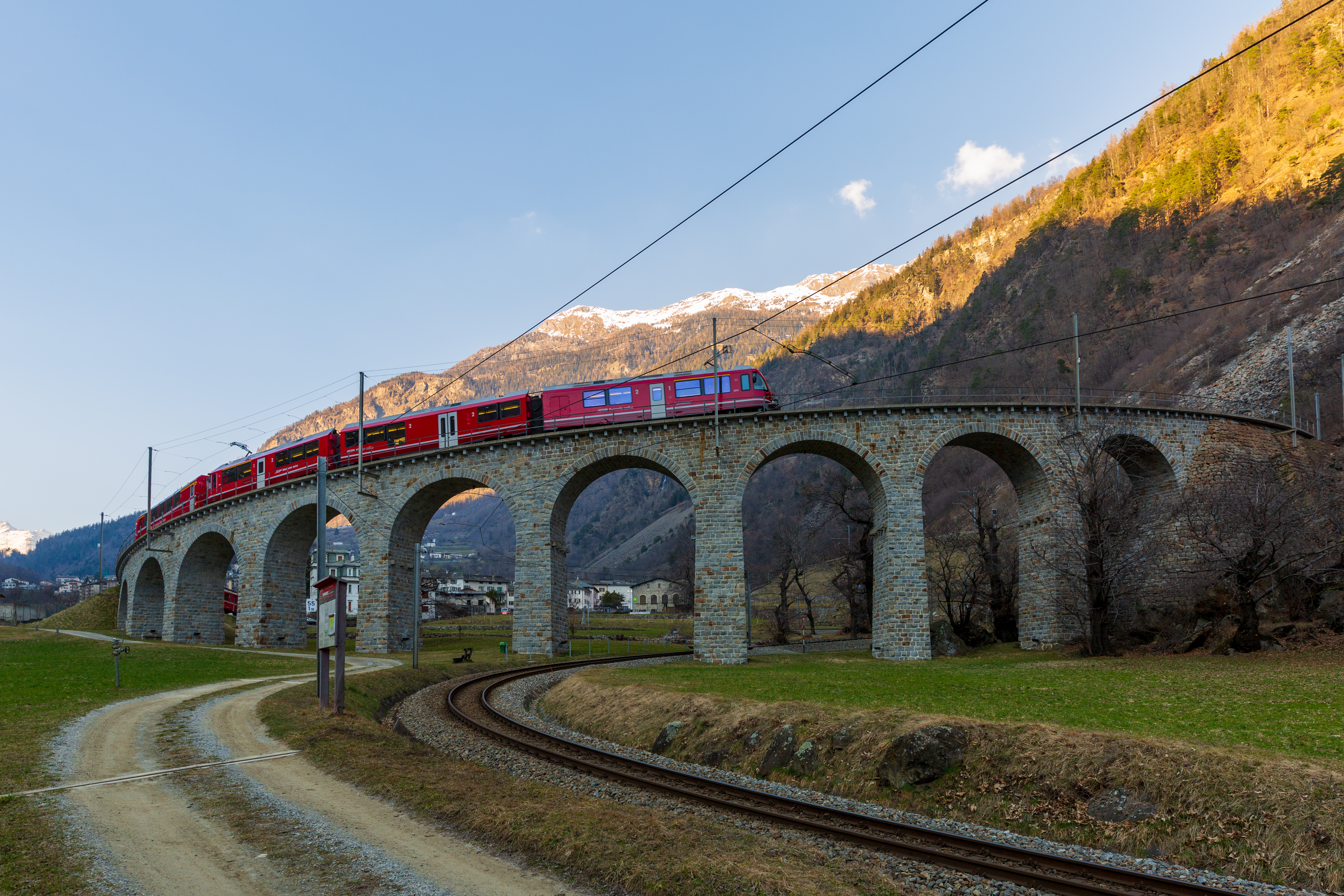
Bernina Express, stoupající směrem do Svatého Mořice

Viadukt je součástí Berninské dráhy, spojující Svatý Mořic a Tirano. Osobní vlaky jsou zde vedeny v pravidelném hodinovém taktu. Vzhledem k malému poloměru oblouku vlaky musí při průjezdu smyčkou viaduktu snížit rychlost na maximálně 30 km/h. Po trati projíždí kromě běžných osobních vlaků od roku 1973 také slavný Bernina Express (Chur / Svatý Mořic – Tirano a zpět) se zařazenými panoramatickými vozy.

## Zajímavost
Replika kruhového viaduktu Brusio se nachází v kostarickém městě Nuevo Arenal u hotelu Tren Turistico Arenal v hotelovém komplexu Pequeña Helvecia. Na trase dlouhé 3,5 km zde vede úzkorozchodná železnice o rozchodu 600 mm.

## Světové dědictví UNESCO
Kruhový viadukt v Brusiu je od roku 2008 památkou světového kulturního dědictví UNESCO. Stalo se tak v rámci zařazení Berninské dráhy na tento seznam. Spolu s ní byla pod ochranu přijata také Albulská dráha a krátká spojovací trať Samedan–Pontresina. Berninský úsek zahrnuje 13 tunelů a galerií, 52 viaduktů a mostů; na Albulské dráze je celkem 42 tunelů a 144 viaduktů a mostů. Jako důvod pro zařazení do seznamu kulturního dědictví UNESCO bylo uvedeno to, že projekt Rhétské dráhy je příkladem využití železnice k překonání izolace osad ve středních Alpách počátkem 20. století s významným a trvalým socioekonomickým dopadem na život v horách. Představuje vynikající technický, architektonický a ekologický soubor.